# Hypoponera rectidens
Hypoponera rectidens är en myrart som först beskrevs av Clark 1934.  Hypoponera rectidens ingår i släktet Hypoponera och familjen myror. Inga underarter finns listade i Catalogue of Life.